# Hyposidra aquilaria
Hyposidra aquilaria är en fjärilsart som beskrevs av Walker 1862. Hyposidra aquilaria ingår i släktet Hyposidra och familjen mätare. Inga underarter finns listade i Catalogue of Life.